# Середмістя (мікрорайон Калуша)
Середмі́стя — одна з частин Калуша, яка охоплює ту частину території міста, яка до 1925 року становила історичну міську громаду (гміну).

## Розташування
Межує: на півдні — з районом міста Загір'я (межею служить схил річкової долини Лімниці і вулиця Козоріса), на сході — з районом Підгірки (межею є вулиця Богуна), на півночі — з районами Новий Калуш (межею є старе русло річки Сівка), Баня (межею є західний схил гори Височанка) і Височанка (межею служать вулиці Височанка і Бандери), на заході — з землями сіл Пійло і Добровляни.

## Історія
Відомо про існування поселення в цій частині міста з 1437 року, коли Калуш був згаданий у першому ж масиві письмових записів — книгах гродського і земського суду в Галичі. Відсутність письмових документів до цієї дати не дозволяє ні стверджувати, ні заперечити попереднього існування поселення.
1 січня 1925 року сучасна територія Середмістя стала центральною частиною «Великого Калуша», коли до неї рішенням Сейму приєднані сусідні населені пункти Баня, Загір'я і Новий Калуш (ще 13.11.1964 рішенням облвиконкому до Калуша були приєднані Підгірки і Хотінь).

## Сучасність
Поєднує в собі район малоповерхової садибної забудови довкола вокзалу та урбаністичну забудову історичного центру міста і прилеглих до центру вулиць. Включає вулиці:
- вул. Винниченка;
- вул. Воликовича;
- вул. Грушевського;
- вул. Дзвонарська;
- вул. Добрівлянська;
- вул. Долинська;
- вул. Каракая;
- вул. Ковжуна;
- вул. Козоріса;
- вул. Костельна;
- вул. Коцюбинського;
- вул. Левицької-Басараб;
- вул. Міцкевича[2];
- вул. Нечая;
- вул. Петрушевича;
- вул. Підвальна;
- вул. Привокзальна;
- вул. Рубчака;
- вул. Симиренка;
- вул. Сівецька;
- вул. Січинського;
- вул. Сохацького;
- вул. Степана Бандери;
- вул. Стефаника;
- вул. Українська;
- вул. Фегонівка;
- вул. Філатова;
- вул. Братів Фільчинських,[3];
- вул. Франка;
- вул. Цеглинського;
- вул. Чехова;
- вул. Шевченка;
- майдан Шепицького;
- пл. Героїв.